# Kojenec

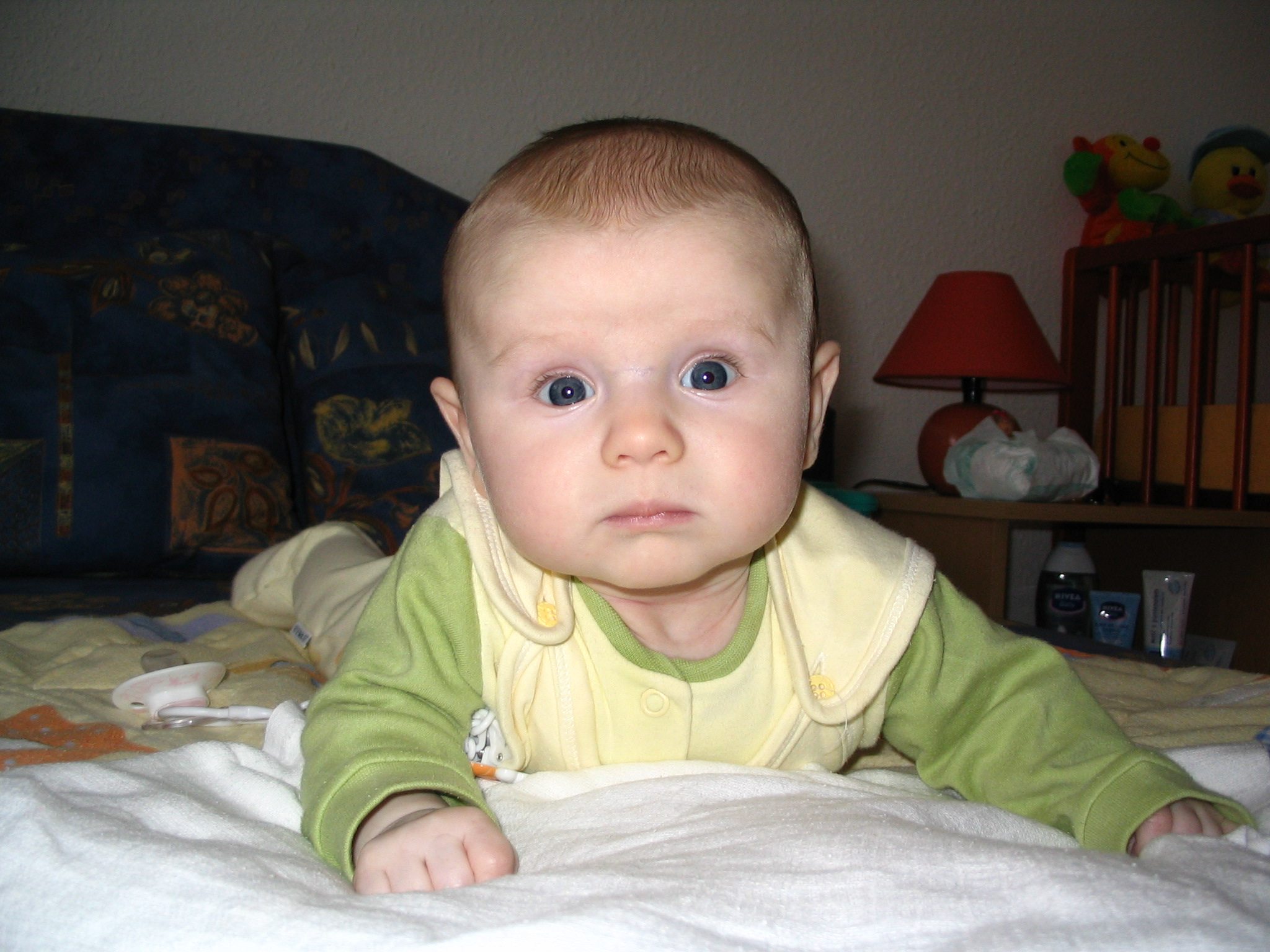
Kojenec v 6. měsíci věku

Kojenec je označení pro vývojové stádium dítěte ve věku od 29. dne až do 1 roku života. Předcházejícím vývojovým stádiem je novorozenec, následujícím stádiem je batole. V kojeneckém období se vytvářejí kompetence, které jsou základem pro další rozvoj dítěte a jeho vzájemné interakce se světem.

## Tělesný vývoj

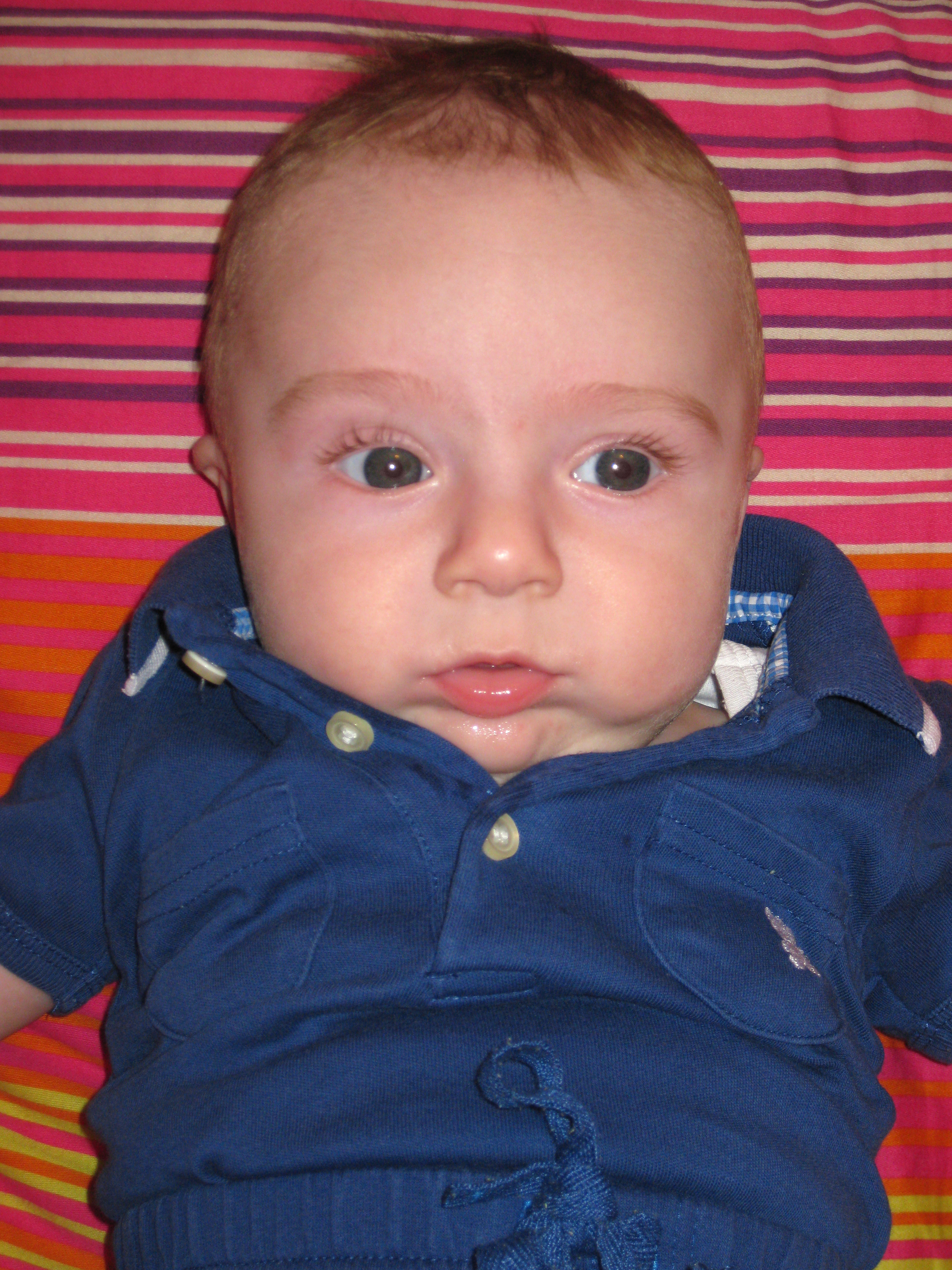
Kojenec do 3. měsíce věku

Motorika novorozence se omezuje čistě na reflexivní pohyby za účelem ochrany a přežití. Při přechodu z novorozence na kojence dítě získá nad několika ranými reflexy určitou kontrolu. 
4. týden (přechod z novorozence na kojence)
Stejně jako novorozenec kojenec většinu dne prospí, ale jsou zde již delší časové úseky, kdy je aktivní. Umí na malou chvíli sledovat očima velký světlý či lesklý předmět a na tichý klidný hlas reaguje zklidněním. Na břiše udrží o něco déle zvednutou hlavu, ale jinak se zásadněji neliší od zralého novorozence.
2. měsíc  
Kojenec je schopen krátce zdvihnout dolní končetiny nad podložku. Když se matka nakloní nad kojence, dokáže dítě krátce navázat oční kontakt a usmát se (reaktivní sociální úsměv). Kojenec začíná fixovat a sledovat předmět – volně otáčí hlavu za předmětem. Zpozorní na hlas, zvukový podnět – silný zvuk ho vyleká.
3. měsíc  
Kojenec se zajímá o okolí (živě sleduje, reaguje). Na zádech je stabilní, čile se pohybuje, hlavu spontánně otáčí k oběma stranám. Dlaně má již převážně otevřené (pěsti se objevují jen při pláči, strachu či nejistotě). Začíná si hrát s rukama. V poloze na bříšku udrží hlavu již dlouho zdviženou, volně s ní otáčí za směrem motivace (zvuk chrastítka apod.). Na zvuk se zklidní, na silný zvukový podnět se vyleká a reaguje prudkým pohybem celého těla.  
4. měsíc  
Ve 4. měsíci si zvládne kojenec na zádech prohlížet obě ruce, hrát si s nimi, dávat je do úst. Začíná si brát hračky, uchopuje hračky oběma rukama, nohy zvedá vysoko nad podložku. Sleduje pohyb v místnosti. Začíná se přetáčet na boky. Vyhledá zdroj zvuku, tzn. cíleně otáčí hlavu za zvukem, později vyhledá zdroj i jen očima. Hlasitě se směje, výská, moduluje hlas, vyžaduje kontakt s okolím.
5. měsíc  
Kojenec v tomto měsíci vyžaduje pozornost, rozeznává osoby kolem sebe, rozezná laskavý a přísný tón řeči i mimiky. Dává si hračky do úst a přendává si je z ruky do ruky za kontroly zrakem. V bdělém stavu můžeme u dítěte pozorovat jemné krouživé pohyby v zápěstí, ale i na dalších částech těla. Zároveň se začíná přitahovat do sedu, převrací se ze zad na bok a začíná i na bříško. Na břiše si hraje s hračkami. Začíná odlišovat cizí osoby. 
6. měsíc  
V poloze na zádech si kojenec dokáže hrát s dolními končetinami, uchopí si palce u nohou. Aktivně třese chrastítkem, podává si věci z ruky do ruky, vše dává do úst a kouše. Otočí se ze zad na břicho a zpět na záda, přitáhne se do sedu. V pasivním sedu se krátce udrží, ale sám se neposadí. V poloze na břiše se umí točit kolem vlastní osy. Udrží svoji váhu těla, je-li postaven na chodidla a podpírán v podpaží. Jeho pozornost upoutá i slabší tichý zvuk.  
7. měsíc  
Kojenec si na zádech hraje s nohama, začíná si být jistý v poloze na boku (v 6. měsíci je tato poloha ještě nejistá). Začíná se plazit – zpočátku dozadu, až později dopředu se střídáním horních a dolních končetin. Začíná se dostávat do polohy na čtyři, ve které se houpe. Z polohy na čtyřech se už může začít dostávat do šikmého sedu, který je však ještě nestabilní.  
8. měsíc  
V poloze na zádech je kojenec během dne již zcela minimálně, většinou pouze ve spánku. Ze zad se okamžitě přetáčí na břicho, kde se plazí, umí se dostat na čtyři a houpe se, začíná lézt po čtyřech. Začíná se sám posazovat přes šikmý sed. Když má oporu, umí dostat do vzpřímeného kleku. Udrží se ve stoji, pokud se něčeho drží. Při úchopu odděluje prsty, zejména palec a ukazováček. Sám si drží láhev, umí uchopit jídlo a začíná ho samostatně jíst. Napodobuje zvuky (kašel apod.) a gesta, začíná rozumět řeči – otočí se na zavolání jménem. Má bohatou mimiku.   
9. měsíc  
Kojenec opět v poloze na zádech dlouho nevydrží, hned se otáčí na bříško, dostává se na čtyři, sedá si a snaží se vytáhnout do stoje. Kojenec se sám posadí, sed je již jistý. Také lezení je již jisté a koordinované. Někteří kojenci dříve stojí, než lezou. Z polohy na čtyřech se začíná sám postavovat u nábytku pomocí rukou s nakročením jedné dolní končetiny. Váhu těla udrží s držením za jednu ruku nebo u nábytku, bez opory stoj většinou ještě nezvládne. Začíná uchopovat drobné předměty palcem a ukazováčkem. Zkoumá prostor a aktivně cíleně pouští předměty z ruky (vyhazuje hračky, vytahuje předměty ze zásuvek apod.). 
10. měsíc  
Kojenec se postaví u nábytku a začíná chodit úkroky kolem nábytku s držením za obě ruce a našlapováním na chodidla. V úchopu s použitím palce se zdokonaluje. Rozumí jednoduchým pokynům a na výzvu provede pohyb. Na výzvu „dej mi“ podá předmět, ale nepustí. Učí se dětské hříčky („paci paci“ apod.), odkryje „schovanou“ hračku. Pije z hrnku s pomocí. Začíná spolupracovat při oblékání (zvedá nohy, ruce).
11. měsíc  
Stojí s oporou, ve stoji uvolňuje jednu ruku k jiné než opěrné činnosti. Chůze s držením je opět na plných chodidlech a je stabilní. Někteří kojenci začínají sami chodit (první samostatné nejisté krůčky). V 11. měsíci zvládne kojenec vylézt na schod, podat a ukázat několik známých předmětů. Uchopí drobný předmět (např. kuličku) mezi špičku ukazováčku a palce.
12. měsíc
Kojenec obratně a rychle leze po schodech, na nábytek apod. Někteří kojenci lezou jako „medvěd“ (po rukou a chodidlech, ne po kolenou). Začínají se sami stavět v prostoru bez opory. Objevují se první samostatné kroky (12.–15. měs.) – jedná se o primitivní nezralou chůzi, špičky chodidel lehce směřují k sobě, našlapují na plná chodidla. Kroky jsou krátké (kratší než délka chodidla). Chůze není stabilní, časté jsou pády. Učí se sami jíst lžičkou. Reagují na oslovení, umí dětské hříčky. Ukážou svá přání, začínají být schopni zapojit se do kooperativní hry (např. s míčem apod.).
V prvním roce života dítě postupně ovládá své tělo tak, že je schopno vzpřímeného postoje, dovede uchopit a pouštět záměrně věci, rozvíjí svou praktickou inteligenci, je připraveno pro zahájení řečové komunikace a navazuje specifické vztahy k lidem, kteří o ně pečují.

## Vývoj zraku
Ve druhém a třetím měsíci je dítě aktivnější a snaží se sledovat, co se děje v jeho blízkosti. Začíná pomalu rozpoznávat některé barvy, a to hlavně žlutou a červenou. Také se zlepšuje ostrost vidění. V období 4. až 6. měsíce zkoumá kojenec své okolí, zlepšuje se jeho oční koordinace a zrak je v 6. měsíci skoro stejně ostrý jako u dospělého člověka. Od 6. měsíce se kojenec začíná více pohybovat a sedět. Dokáže se také přetočit z břicha na záda, což přispívá nejen ke zrakové, ale i pohybové koordinaci. Zároveň už dobře rozeznává barvy a vidí na vzdálenost přibližně 1 metru. Před dosažením 1 roku dítě lépe rozezná, jaké předměty jsou blízko a jaké daleko.

## Vývoj řeči
Základem pro rozvoj řeči je období do jednoho roku. 
Od druhého měsíce věku se velmi rychle rozšiřují možnosti kojence dorozumívat se s okolím. V řečovém projevu se objevují jednotlivé dlouhé samohlásky. Kojenec už nevydává jen neutrální reflexní křik, pomocí svého hlasu vyjadřuje svou vůli. 
Rozlišení zvukových projevů:  
- měkké – spokojené broukání
- tvrdé – pláč [3]

Od 6. měsíce se kojenci snaží napodobit zvuky, které kolem sebe slyší. Nastává velmi rychlý rozvoj – děti si více broukají, žvatlají (otevřené slabiky (ba, da…), houkají. Rozumí, co se kolem nich povídá a ukládají si to do paměti. V 7. měsíci vyslovují slabiky, začínají je zdvojovat, v 9. měsíci kojenec rozumí spojení a na výzvu provede první dětské hříčky (např. „paci-paci“, „papá“, apod.).
Jakmile začne opakovat jeden zvuk ve stejné situaci, pro stejnou věc, přichází jeho první slovo. U každého kojence je tato doba individuální. 
Cvičení, která napomáhají jemné motorice (pohyblivosti) mluvidel:  
- vyplazování jazyka
- mrskání jazyka ze strany na stranu
- olizování rtů do kruhu
- špulení rtů [3]

## Sociální a osobnostní vývoj
Kojenci mají na rozdíl od novorozence schopnost sledovat jiné lidi. Tuto schopnost zpozorujeme již od druhého měsíce věku. V pěti měsících vnímají kojenci vlastní obličej v zrcadle jako známý podnět, nepoznávají sice sami sebe, ale jsou schopni svůj obličej rozlišit od jiných dětí. Zároveň se u kojenců objevuje v prvních měsících života úsměv. Nemusí to být podnět sociální povahy, značí ale pozitivní emoční naladění.
Nejdůležitější změny v oblasti sociálního vývoje vznikají kolem šestého měsíce. Kojenci si již ve 4. měsíci začínají vytvářet specifický vztah k matce – odliší ji od jiného lidského obličeje. V 5. měsíci dokážou rozlišovat mezi různými dospělými osobami a v 6./7. měsíci dokážou vykazovat preference pro známé (nejvíce pro matku či otce). Díky této schopnosti vzniká v této době strach z cizinců tzv. stranger anxiety. Míra strachu/úzkosti z cizích lidí je u každého kojence individuální. Strach je přirozený, pokud nepřeroste ve strach panický (většina kojenců je v přítomnosti rodičů ochotna seznámit se s novými lidmi, pokud dostanou dostatek času na seznámení a není na ně naléháno). Začíná období 1. separace – začíná se na krátkou dobu vzdalovat od matky při lezení či chůzi a po chvíli se navrací zpět. Současně prožívá úzkost, strach, když matku nevidí či neslyší. V tomto období je výrazná fixace na matku nebo pečující osobu.
Důležitým bodem sociálního rozvoje je sdílená pozornost (joint attention), která se rozvíjí kolem 9 měsíce věku. Děti věnují pozornost stejným věcem jako jejich okolí, sledují směr pohledu dospělého. Tato schopnost je důležitá v rozvoji sociálním, kognitivním, v rozvoji komunikace a jazyka. Je to předpoklad pro dialog a konverzační výměnu o nějakém tématu.
Na konci kojeneckého období dosáhne dítě základní orientace ve svém nejbližším prostředí a vytvoří si k němu určitý vztah.  